# Dichelachne crinita
Dichelachne crinita là một loài thực vật có hoa trong họ Hòa thảo. Loài này được (L.f.) Hook.f. mô tả khoa học đầu tiên năm 1853.

## Hình ảnh

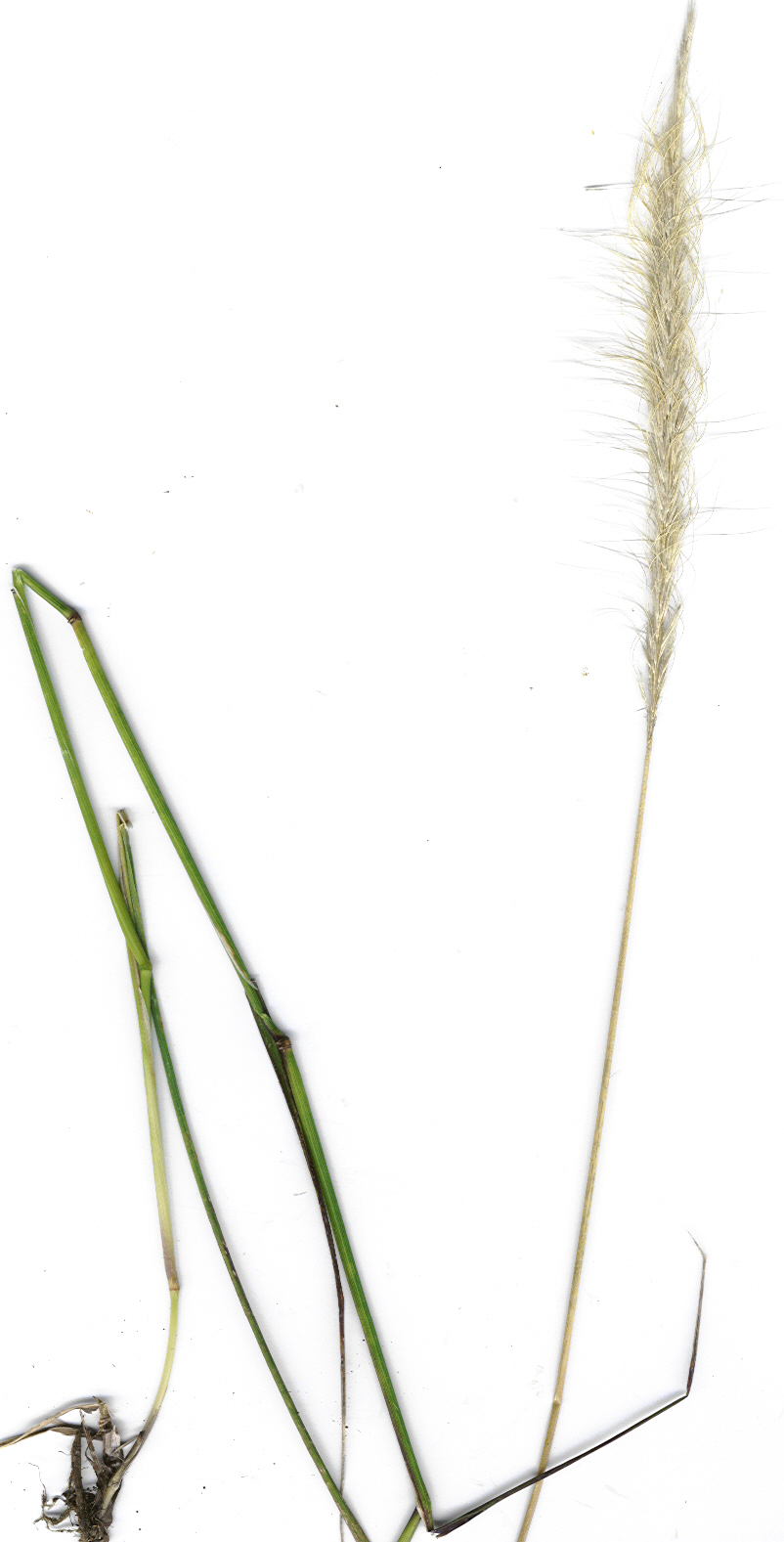
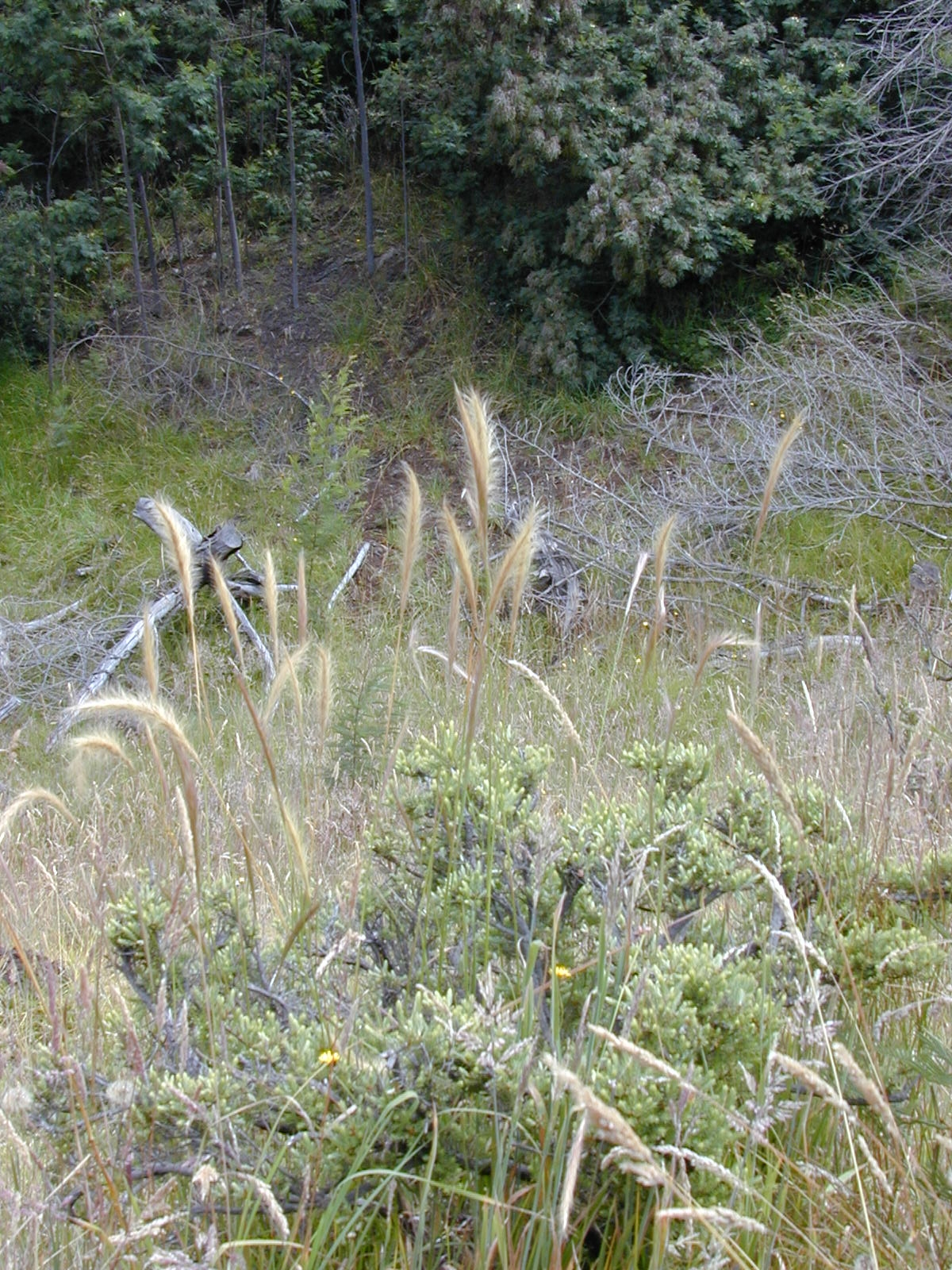
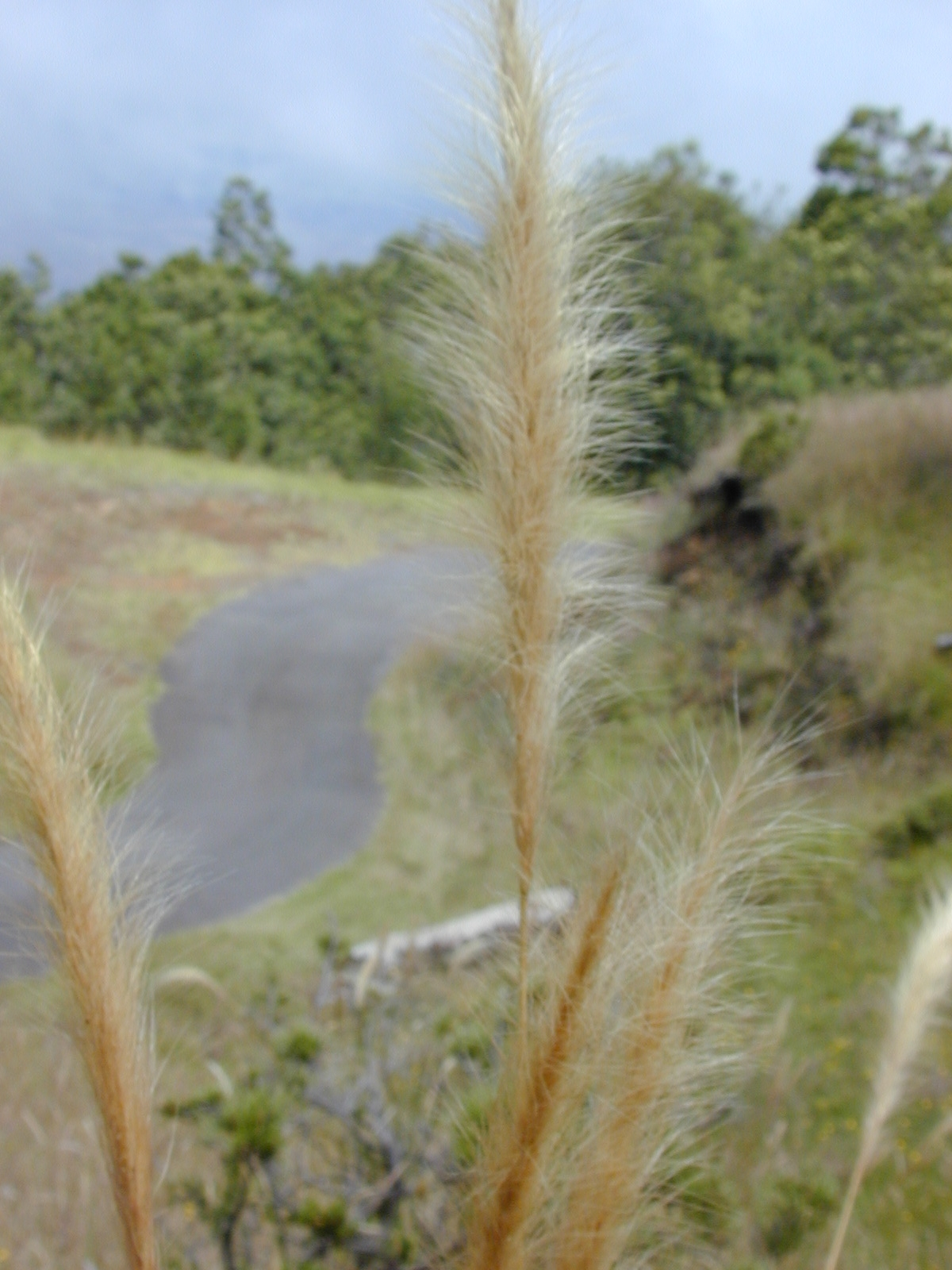
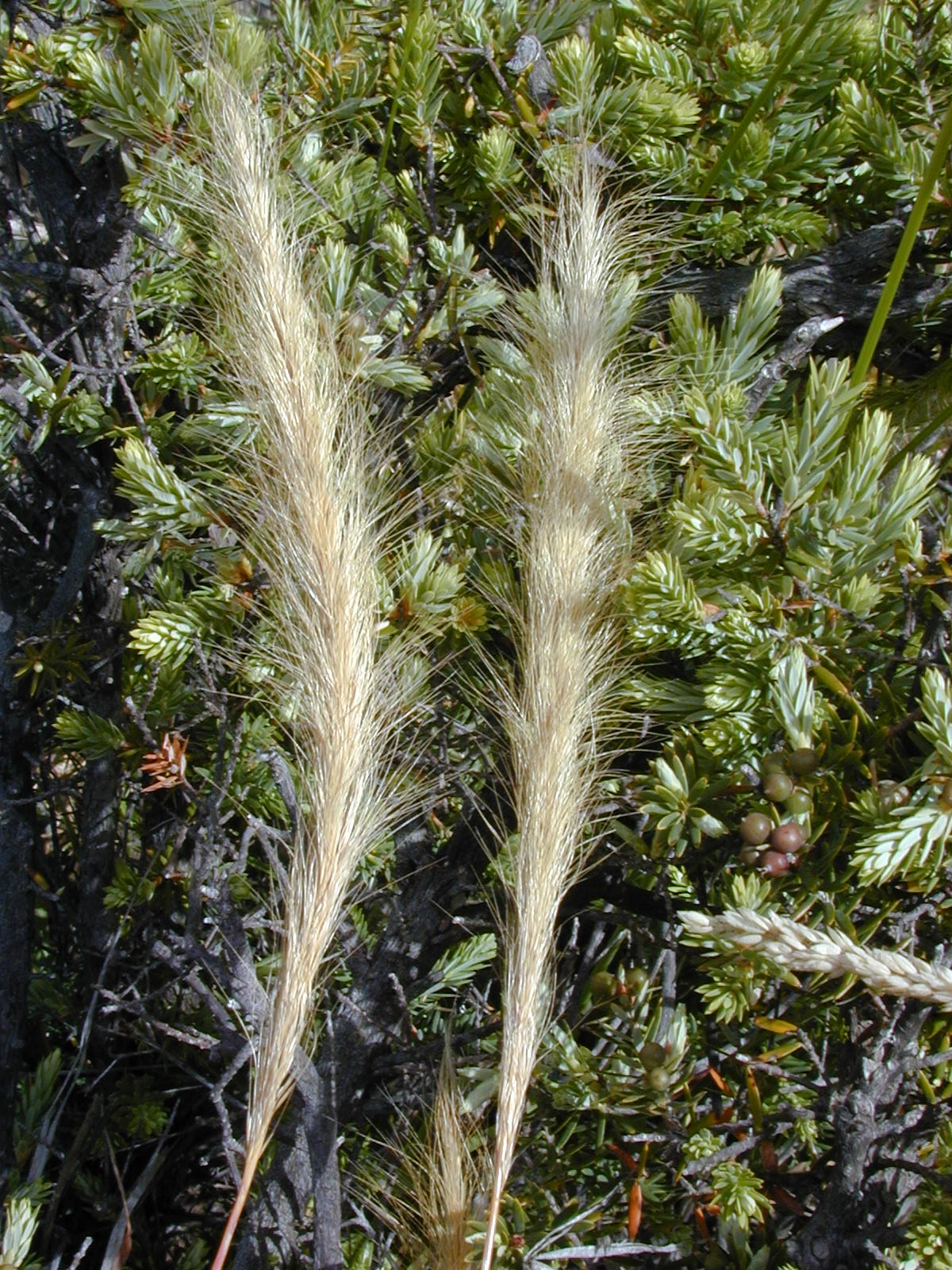